# 油塘四山街工廈倒塌事故

油塘四山街工廈倒塌現場

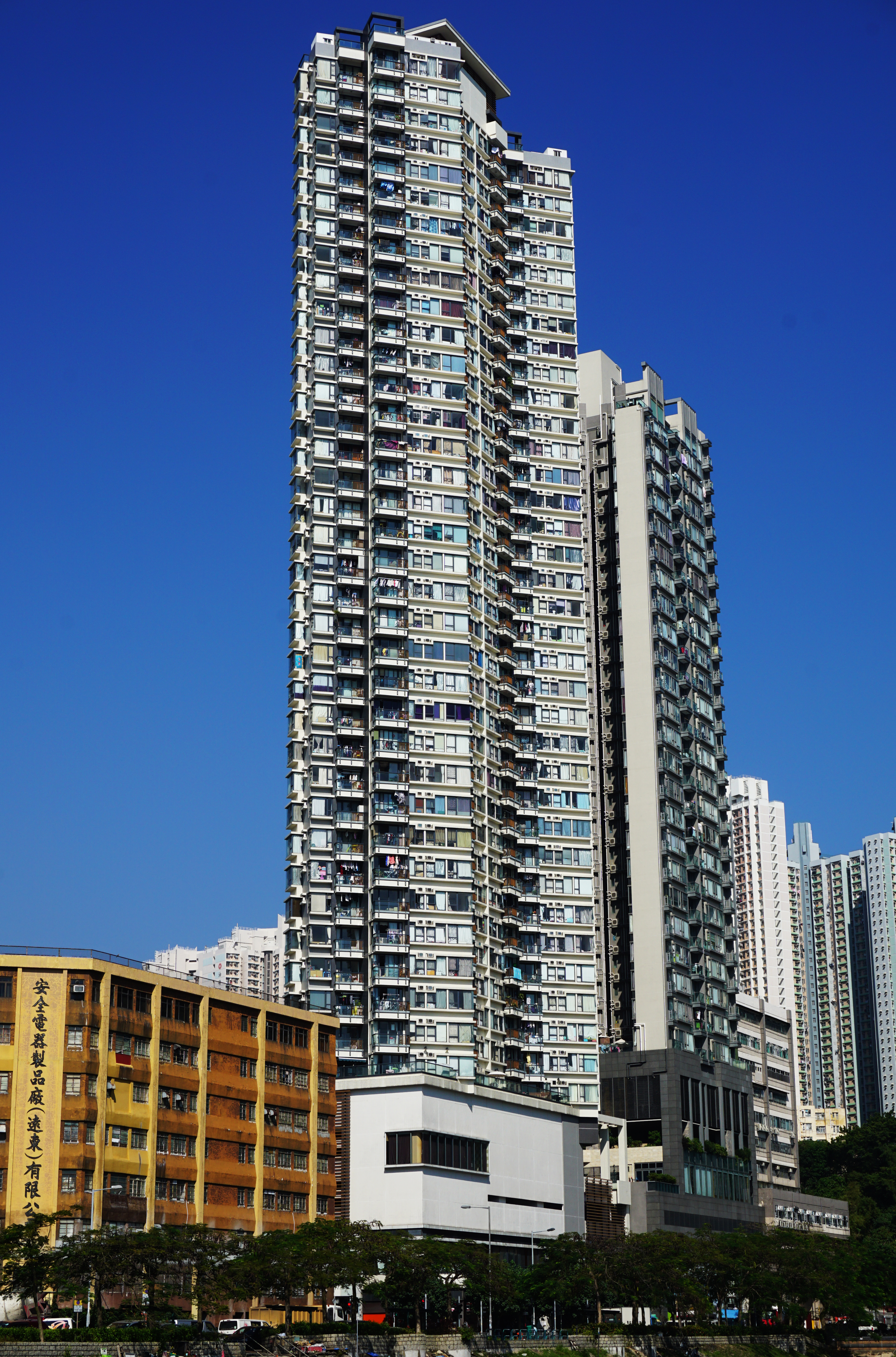
倒塌的工廈已重建為鯉灣天下（中）

油塘四山街工廈倒塌事故於2001年10月29日在香港九龍油塘四山街19號發生，正在拆卸中的6層高海貿中心工業大廈（現址為鯉灣天下）突然整幢垂直塌下，14名正在拆卸大廈的建築工人被活埋，事故中共6人死亡，其中3人當場死亡，另外兩人失蹤（至一周後在瓦礫中尋回屍體；一名傷者被送院後證實不治），另有8人受傷。
屋宇署事後調查指出，由於樓宇積聚的沙石過多，加上拆卸設備，致使大廈承重超出負荷而引致慘劇發生。

## 外部連結
- 油塘工廈「世貿式」崩塌[]
- 挖隧道尋塌樓四被埋工人[]
- 塌工廈地盤掘出司機屍首[]